# Silvio Marzolini
Silvio Marzolini (Buenos Aires, 1940. október 4. – Buenos Aires, 2020. július 17.) argentin válogatott labdarúgó.
Az argentin válogatott tagjaként részt vett az 1962-es és az 1966-os világbajnokságon, illetve az 1967-es Dél-amerikai bajnokságon.

## Sikerei, díjai

### Játékosként
Boca Juniors
- Argentin bajnok (5): 1962, 1964, 1965, Nacional 1969, 1970 Nacional

Argentína
- Dél-amerikai ezüstérmes (1): 1967

### Edzőként
Boca Juniors
- Argentin bajnok (1): 1981 Metropolitano